# گوستاو برانر
گوستاو برانر (به انگلیسی: Gustav Brunner) (زادهٔ ۱۲ سپتامبر ۱۹۵۰ در گراتس) طراح و مهندس خودروهای فرمول یک اهل اتریش است. او حرفهٔ طراحی خودروهای مسابقه‌ای را در تیم سازندهٔ آلمانی‌تبار مک‌نامارا آغاز کرد. به‌طور خلاصه، او ابتدا با کار کردن برای تیم ای‌تی‌اس در سال ۱۹۷۸ وارد فرمول یک شد و سپس به طراحی خودرو برای مسابقات فرمول دو و مسابقات خودروهای اسپورت مشغول شد. او پس از بازگشت به تیم ای‌تی‌اس در سال ۱۹۸۳، به امتیازات جدیدی در فرمول یک دست یافت. او برای این تیم دو شاسی طراحی کرد؛ یکی دی۶ در سال ۱۹۸۳، و دیگری دی۷ در سال ۱۹۸۴. برانر پس از آن و بعد از بحث و جدل‌های بسیاری که با مدیر تیم، گانتر اشمید داشت، از تیم ای‌تی‌اس خارج شد. در سال ۱۹۸۵ او به رم ریسینگ پیوست و خودروی رم ۰۳ را برای این تیم طراحی کرد. در آن زمان، برانر با طراحی شاسی‌های خوب با بودجهٔ محدود، و با وجود اینکه برخی تیم‌هایی که او برای آن‌ها کار کرده بود، نتایج ضعیفی کسب می‌کردند، در حال کسب شهرت در میان اهالی فرمول یک بود.
او سپس در تیم‌های اروز و فراری مشغول به کار شد، و بعد از آن با اتحاد مجدد با اشمید، در سال ۱۹۸۸ به‌عنوان طراح به تیم جدید او با نام ریال ریسینگ پیوست. اما اختلافات او با اشمید دوباره بالا گرفت و او به‌عنوان مدیر فنی وارد تیم زاک‌اسپید شد. وقتی تیم زاک‌اسپید در پایان فصل ۱۹۸۹ منحل شد، او به لیتون هاوس منتقل شد، بر روی خودروی مارچ سی‌جی۸۹۱ کار کرد، و تا زمان تغییر نام این تیم به مهندسی مارچ، به همکاری با آن‌ها ادامه‌داد. در طول این دوره، از او بیشتر بخاطر عبورش از دیوارهٔ مسیر پیت و دویدن به میان میدان مسابقه در زمانی که ایوان کاپلی در مقام دوم گراند پری ۱۹۹۰ فرانسه را به پایان رساند، یاد می‌شد. در سال ۱۹۹۳، و با انحلال تیم مهندسی مارچ، او به تیم میناردی رفت و شاسی موفق این تیم با نام ام۱۹۳ را طراحی کرد، و سپس به بخش تحقیق و توسعهٔ فراری رفت. برانر در نهایت در سال ۱۹۹۷ به‌عنوان سرپرست طراحی به میناردی بازگشت تا در کنار مدیر فنی جدید به کار بپردازد، و در سال ۱۹۹۹ به سمت مدیر فنی تیم دست یافت.
در پی پشت‌سر گذاشتن سه فصل به‌صورت موفقیت‌آمیز، که خودروهای میناردی با طراحی او، به‌خاطر طراحی نوآورانه با وجود منابع بسیار کم و محدود مورد تحسین قرار گرفته‌بودند، برانر توجه تیم تویوتا را به‌خود جلب کرد و این تیم از او خواست که در سال ۲۰۰۱ به‌عنوان مدیر فنی به تیم فرمول یک جدید آن‌ها بپیوندد. او در نهایت در سال ۲۰۰۵ تیم تویوتا را ترک کرد.